# Herrensitz Apfeldrach
Der Herrensitz Apfeldrach ist eine abgegangene spätmittelalterliche Niederungsburg auf 529 m ü. NHN auf der Insel Herrenchiemsee im Chiemsee, heute einem Gemeindeteil der Gemeinde Chiemsee im Landkreis Rosenheim von Bayern. Er wird als Bodendenkmal unter der Aktennummer D-1-8140-0205 als „abgegangener Ministerialensitz des späten Mittelalters und Hofwüstung der frühen Neuzeit (‚Apfeldrach‘)“ geführt.
Die Anlage liegt auf der sogenannten Leite im westlichen Teil der Herreninsel und südlich des Schlossparks des Neuen Schlosses Herrenchiemsee.